# John F. Turner
John Francis Charlewood Turner (Londra, 9 luglio 1927 – Hastings, 3 settembre 2023) è stato un architetto e urbanista britannico conosciuto per il suo impegno nell'housing e nello sviluppo urbano dei paesi sottosviluppati.
Insieme agli architetti N. John Habraken e Christopher Alexander può essere inquadrato all'interno di quel pensiero teso, negli anni sessanta e settanta, ad un'"architettura senza architetti", che proponeva un ripensamento della tradizione del design moderno e dell'architettura in favore di una dimensione più umana e ambientale.

## Biografia
Tra il 1957 e il 1965 in Perù ha studiato l'occupazione del suolo e l'edilia spontanea delle periferie delle grandi metropoli sudamericanecome, e nei dieci anni successivi ha proseguito questo lavoro all'interno delle Nazioni Unite. Dopo aver fatto ritorno a Londra nel 1973, pubblica Housing by People, applicazione delle sue teorie a contesti più sviluppati, che si propone come modello di autogestione, strumento di rivendicazione delle associazioni comunali.